# Alfons Aleksander Koziełł-Poklewski
Alfons Aleksander Koziełł-Poklewski (ur. 4 lipca 1891 w Talicy pod Uralem, zm. 9 listopada 1962 w Iver w Anglii) – dyplomata rosyjski, potem polski, przemysłowiec.

## Życiorys
Był synem Wincentego, przemysłowca, członka rosyjskiej Rady Państwa i Marii z Colonna-Hattowskich, wnukiem Alfonsa, twórcy rodzinnego imperium finansowo-przemysłowego na Syberii i Uralu. Ukończył w 1910 roku gimnazjum klasyczne Petersa w Petersburgu oraz fakultet matematyczno-fizyczny Uniwersytetu Petersburskiego, uzyskując tytuł kandydata nauk w 1914 r. Służył w wojsku rosyjskim podczas I wojny światowej. Dosłużył się stopnia rotmistrza i został odznaczony Orderami Świętej Anny i Świętego Włodzimierza.
W roku 1918 był radcą rosyjskiej ambasady w Londynie, gdzie osiągnął bardzo dobrą pozycję towarzyską na dworze. Po upadku caratu pracował w Komisji Likwidacyjnej do spraw Królestwa Polskiego. Był członkiem polskiej delegacji ekonomicznej w czasie Konferencji Pokojowej w Paryżu.
2 lipca 1919 ożenił się z Zoją de Stoeckl, wnuczką rosyjskiego dyplomaty barona Eduarda de Stoeckl, który podpisał porozumienie o sprzedaży Stanom Zjednoczonym Alaski. Zoja była damą honorową Mariny księżnej Kentu i wychowawczynią jej dzieci. Świadkami na ich ślubie byli książę Dymitr Romanow (jeden z zabójców Rasputina) oraz hrabia Józef Alfred Potocki. Miał z Zoją trzech synów; Romana (1920–1926), Aleksandra (1925–1966) oraz Wincentego (1929–2018).
W latach dwudziestych XX w. był radcą handlowym ambasady RP w Londynie. W roku 1933 został członkiem zarządu, a w 1936 dyrektorem generalnym Śląskich Kopalń i Cynkowni S.A. w Katowicach. Był członkiem Komitetu Prezydialnego Unii Polskiego Przemysłu Górniczo-Hutniczego. Reprezentował Śląskie Kopalnie i Cynkownie w Izbie Przemysłowo-Handlowej w Katowicach, biorąc udział w pracach Podkomisji Przemysłowo-Handlowej. W roku 1937 został członkiem Instytutu Śląskiego w Katowicach.
W 1939 r. wyjechał z rodziną do Anglii, gdzie organizował pomoc dla polskich uchodźców. Był wiceprezesem Zarządu Głównego Polskiego Czerwonego Krzyża w Londynie. Obracał się w kręgu londyńskich Wiadomości, utrzymywał kontakty z Mieczysławem Grydzewskim ale również z politykami, między innymi prezydentem Edwardem Raczyńskim i generałem Władysławem Andersem. Był członkiem zarządów Instytutu Sikorskiego oraz Polish Library Council w Londynie. 15 stycznia 1948 uzyskał obywatelstwo brytyjskie.